# Corella (Navarra)
Corella, Korella en vasco, è un comune spagnolo di 7 898 abitanti situato nella comunità autonoma della Navarra.